# ادوارد کوهوت
ادوارد کوهوت (چکی: Eduard Kohout؛ ۶ مارس ۱۸۸۹ – ۲۵ اکتبر ۱۹۷۶) بازیگر سینما، تلویزیون و تئاتر اهل کشور چکسلواکی بود.
از فیلم‌ها یا برنامه‌های تلویزیونی که وی در آن نقش داشته‌است می‌توان به جسدسوز، شاه شاهان، و گردان اشاره کرد.